# Muniz Freire
Muniz Freire è un comune del Brasile nello Stato dell'Espírito Santo, parte della mesoregione del Sul Espírito-Santense e della microregione di Alegre, situato nella regione montuosa del Parque Nacional do Caparaó (Parco Nazionale del Caparaò).
Dopo l'abolizione della schiavitù (1888) nel territorio si insediarono un centinaio di famiglie italiane, specialmente del Veneto, per lavorare nelle "fazendas" di caffè.